# Ван Синьюй
Ван Синью́й (кит. упр. 王欣瑜, пиньинь Wáng Xīnyú; род. 26 сентября 2001, Шэньчжэнь, Гуандун) — китайская теннисистка; победительница одного турнира Большого шлема в парном разряде (Открытый чемпионат Франции-2023); серебряный призёр летних Олимпийских игр 2024 года в миксте; победительница четырёх турниров WTA в парном разряде; победительница двух юниорских турниров Большого шлема в парном разряде (Открытый чемпионат Австралии-2018, Уимблдон-2018); бывшая вторая ракетка мира в юниорском рейтинге.

## Биография
Ван Синьюй родилась в китайском Шэньчжэне. Заниматься теннисом начала в возрасте 6 лет под руководством своего отца Ван Пена, бывшего теннисиста, а позднее и национальной сборной Китая, оставив которую, посвятил себя развитию спортивных навыков дочери. Мать — Чжоу Цзинхуэй была баскетболисткой.

## Спортивная карьера
Одержав победу в финале Азиатско-Тихоокеанского отбора Ван Синьюй получила уайлд-кард на турнир 2018 года, дебютировав тем самым в турнирах серии Большого шлема. В первом же раунде этих соревнований 16-летняя китаянка уступила Ализе Корне — 4:6, 2:6. Также в том сезоне на Открытом чемпионате Австралии она сыграла в юниорских соревнованиях и парном разряде среди девушек первенствовала вместе с Лян Эньшуо из Тайваня. В июле 2018 года, будучи в паре с соотечественницей Ван Сиюй сеяными под первым номером в парном разряде среди девушек на Уимблдоне, одержали в нём уверенную победу, в течение всего турнира не отдав соперницам ни единого гейма.

## Итоговое место в рейтинге WTA по годам
| Год  | Одиночный рейтинг | Парный рейтинг |
| 2024 | 37                | 54             |
| 2023 | 32                | 22             |
| 2022 | 97                | 195            |
| 2021 | 99                | 143            |
| 2020 | 153               | 252            |
| 2019 | 150               | 243            |
| 2018 | 306               | 228            |
| 2017 | 983               | 1 094          |

## Выступления на турнирах

### Финалы турнировWTAв одиночном разряде (1)

#### Поражение (1)
| Легенда:                                   |
| ------------------------------------------ |
| Турниры Большого шлема (0+1)*              |
| Олимпиада (0)                              |
| Итоговый турнир WTA (0)                    |
| Premier Mandatory / WTA 1000 Mandatory (0) |
| Premier 5 / WTA 1000 (0)                   |
| Premier / WTA 500 (0+1)                    |
| International / WTA 250 (0+2)              |

| Титулы по покрытиям | Титулы по месту проведения матчей турнира |
| ------------------- | ----------------------------------------- |
| Хард (0+2)*         | Зал (0+1)                                 |
| Грунт (0+1)         | Зал (0+1)                                 |
| Трава (0+1)         | Открытый воздух (0+3)                     |
| Ковёр (0)           | Открытый воздух (0+3)                     |

* количество побед в одиночном разряде + количество побед в парном разряде.
| №  | Дата         | Турнир           | Покрытие | Соперница в финале  | Счёт            |
| 1. | 22 июня 2025 | Берлин, Германия | Трава    | Маркета Вондроушова | 6-7(10) 6-4 2-6 |

### Финалы турниров Большого шлема в парном разряде (1)

#### Победа (1)
| №  | Год  | Турнир                     | Покрытие | Партнёр  | Соперницы в финале              | Счёт           |
| 1. | 2023 | Открытый чемпионат Франции | Грунт    | Се Шувэй | Тейлор Таунсенд Лейла Фернандес | 1-6 7-6(5) 6-1 |

### Финалы турнировWTAв парном разряде (9)

#### Победы (4)
| №  | Дата             | Турнир                     | Покрытие   | Партнёрша   | Соперницы в финале                | Счёт           |
| 1. | 15 сентября 2019 | Наньчан, Китай             | Хард       | Чжу Линь    | Пэн Шуай Чжан Шуай                | 6-2 7-6(5)     |
| 2. | 30 октября 2021  | Курмайёр, Италия           | Хард (зал) | Чжэн Сайсай | Эри Ходзуми Чжан Шуай             | 6-4 3-6 [10-5] |
| 3. | 11 июня 2023     | Открытый чемпионат Франции | Грунт      | Се Шувэй    | Тейлор Таунсенд Лейла Фернандес   | 1-6 7-6(5) 6-1 |
| 4. | 23 июня 2024     | Берлин, Германия           | Трава      | Чжэн Сайсай | Вероника Кудерметова Чжань Хаоцин | 6-2 7-5        |

#### Поражения (5)
| №  | Дата            | Турнир               | Покрытие   | Партнёрша   | Соперницы в финале                 | Счёт       |
| 1. | 12 ноября 2021  | Линц, Австрия        | Хард (зал) | Чжэн Сайсай | Натела Дзаламидзе Камилла Рахимова | 4-6 2-6    |
| 2. | 27 февраля 2022 | Гвадалахара, Мексика | Хард       | Чжу Линь    | Кейтлин Кристиан Лидия Морозова    | 5-7 3-6    |
| 3. | 5 февраля 2023  | Хуахин, Таиланд      | Хард       | Чжу Линь    | У Фансянь Чжань Хаоцин             | 1-6 6-7(6) |
| 4. | 26 февраля 2023 | Мерида, Мексика      | Хард       | У Фансянь   | Кэти Макнэлли Диана Парри          | 0-6 5-7    |
| 5. | 2 февраля 2025  | Сингапур             | Хард (зал) | Чжэн Сайсай | Дезире Кравчик Гильяна Ольмос      | 5-7 0-6    |

### Финалы Олимпийских турниров в смешанном парном разряде (1)

#### Поражение (1)
| №  | Год  | Турнир         | Покрытие | Партнёр       | Соперники в финале            | Счёт           |
| 1. | 2024 | Париж, Франция | Грунт    | Чжан Чжичжэнь | Катерина Синякова Томаш Махач | 2-6 7-5 [8-10] |